# جامعة بيتسبرغ
جامعة بيتسبرغ، تأسست في العام 1787 ككلية صغيرة خاصة تقع في بيتسبرغ بولاية بنسيلفانيا. أصبح جامعة كبيرة في الولاية منذ العام 1966، وتضم حالياً أكثر من 34,000 طالباً وطالبة، يدرسون درجات البكالوريوس والماجستير والدكتوراة والتأهيل المهني، عبر العديد من كلياتها التي تشمل : الآداب والعلوم، الأعمال والتجارة، طب الأسنان، التربية، الهندسة، الدراسات العامة، العلوم الصحية، كلية الشرف، علوم المعلومات، الحقوق، الطب، التمريض، الصيدلة، الشؤون الدولية والعامة، العمل الاجتماعي والصحة العامة..

## تطوير لقاح مرض شلل الأطفال

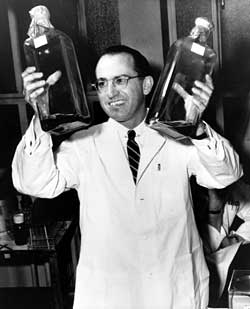
جوناس سالك يحمل في يديه وعائين من استخدما لاكتشاف لقاح شلل الأطفال في جامعة بيتسبرغ 1957

شهدت الجامعة حدث تاريخي حين طور العالم جوناس سالك لقاح لمرض شلل الأطفال عام 1957 م.

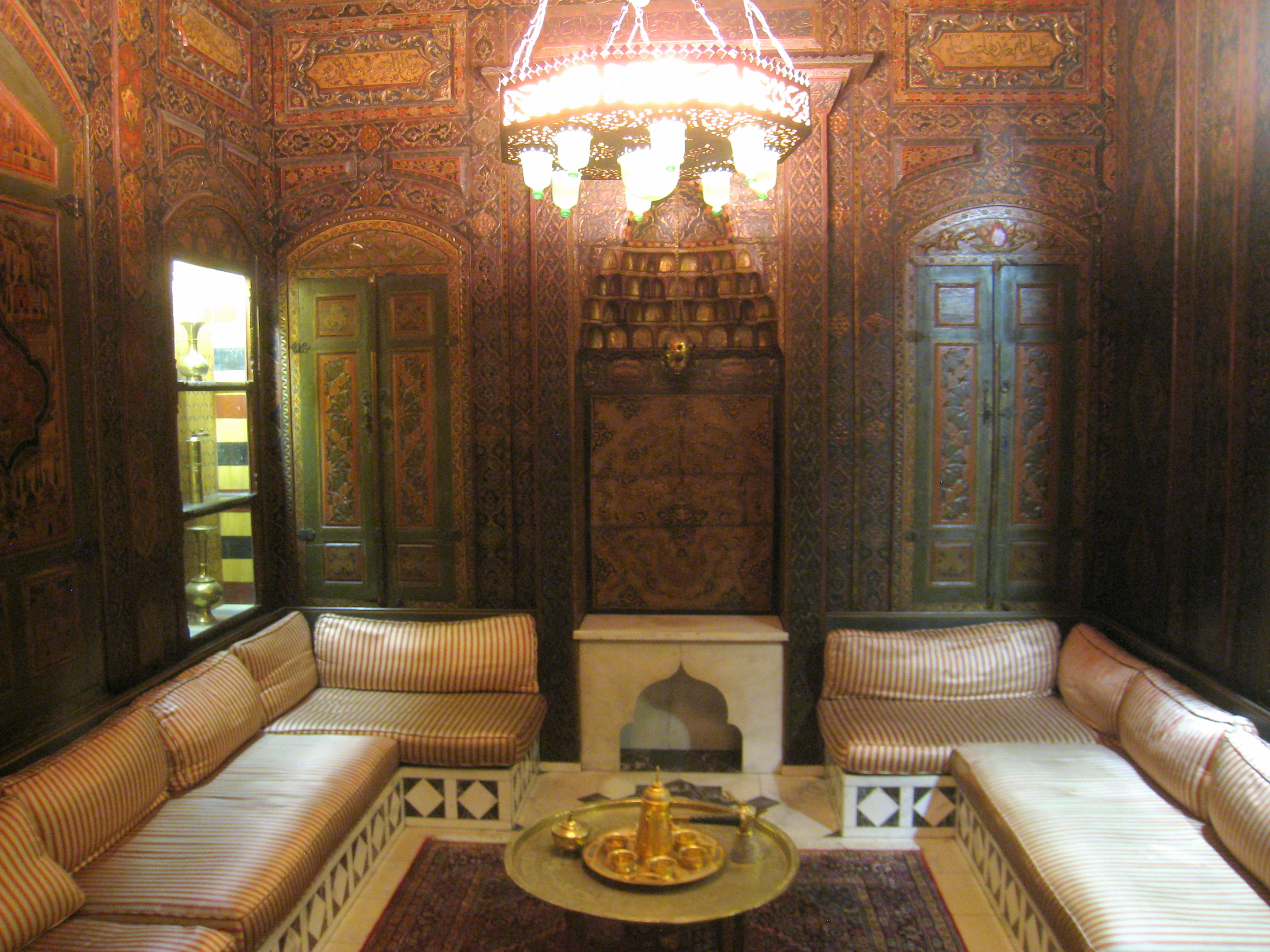
تحرير جامعة بيتسبرغ: سوريا-لُبْنَان غرفة

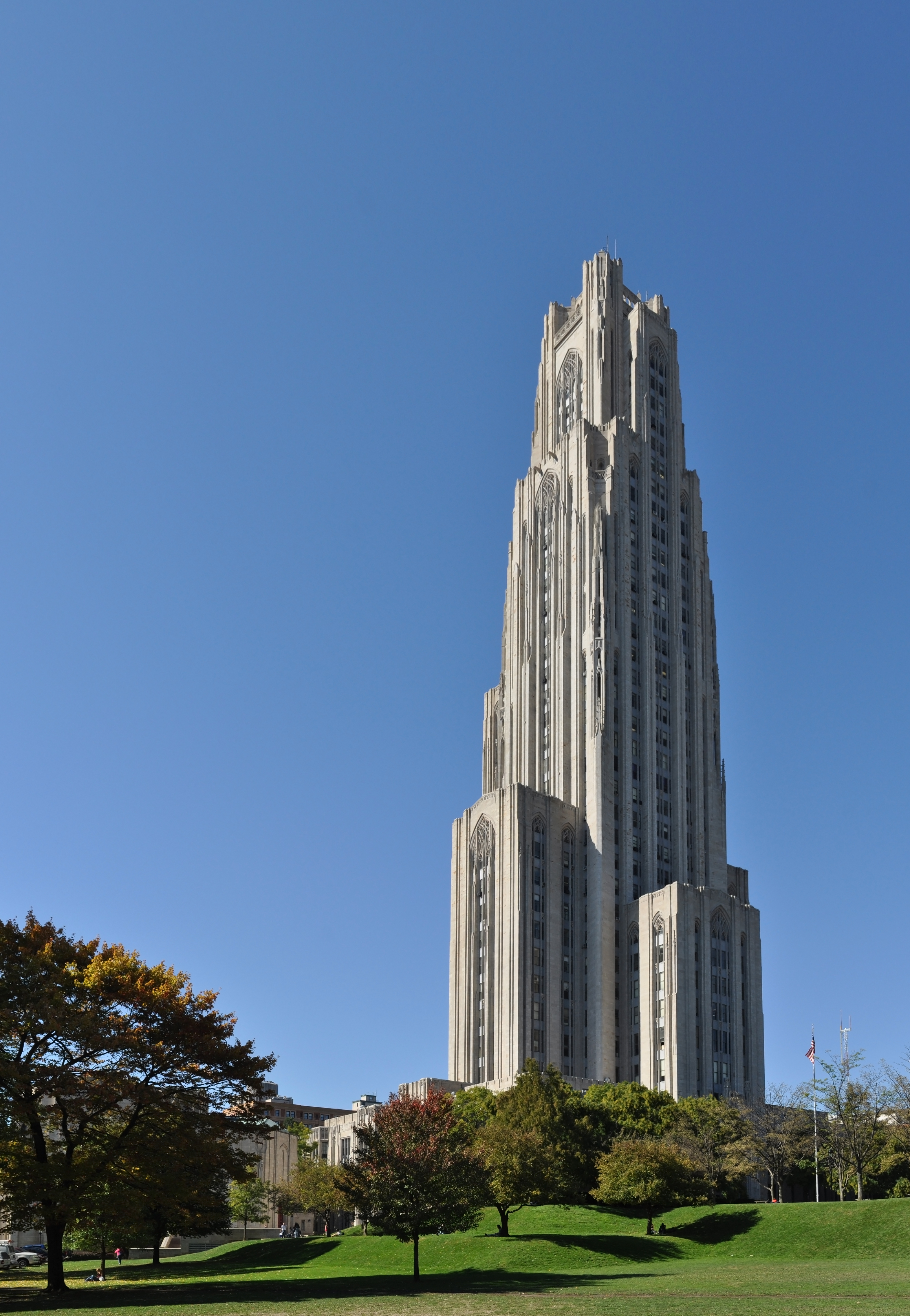
كاتدرائية العلم، أحد معالم الجامعة.

## معرض صور

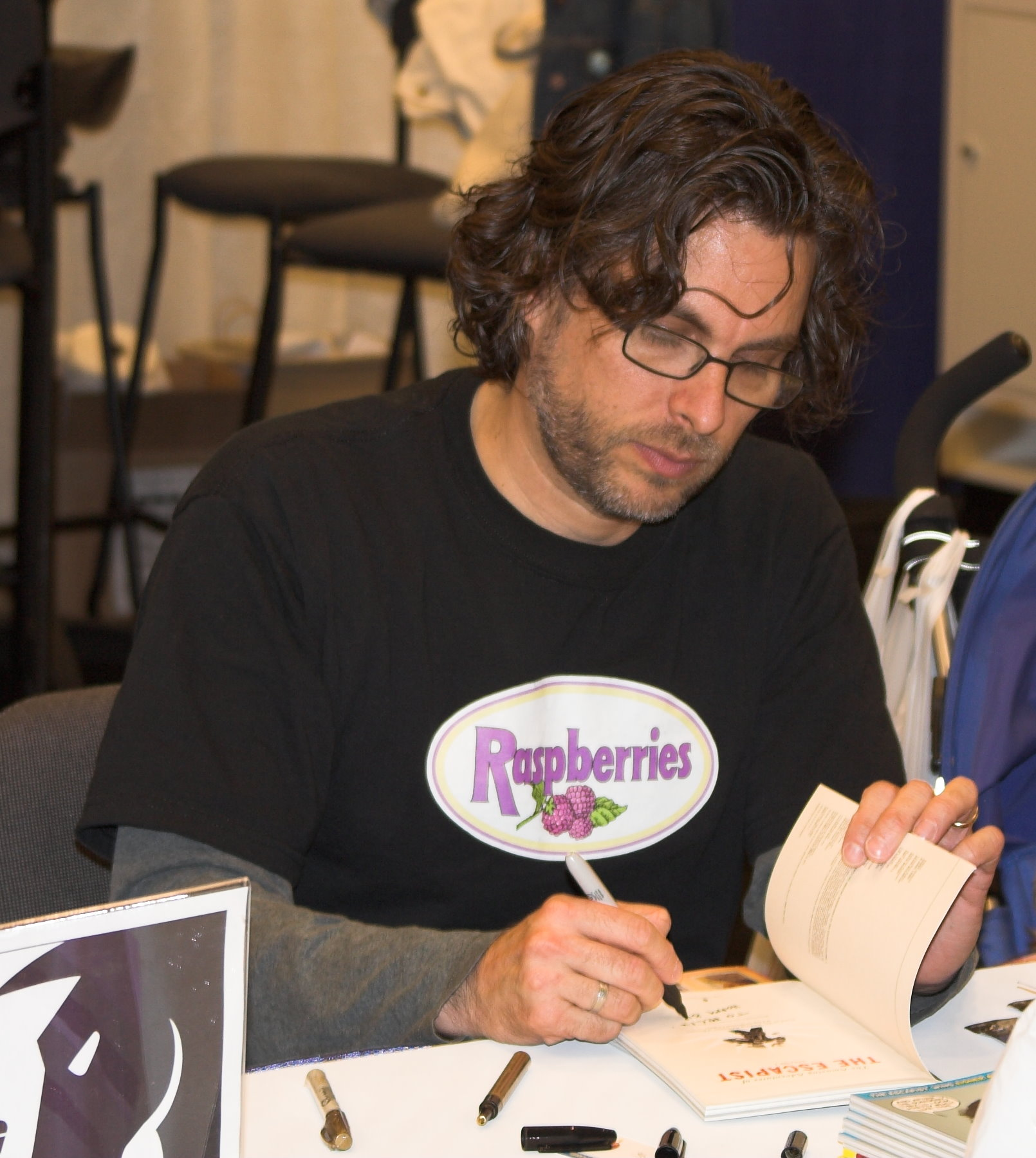
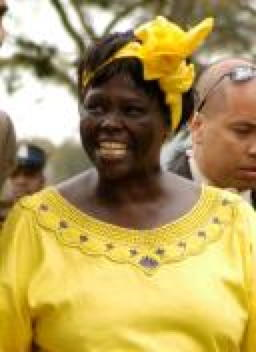
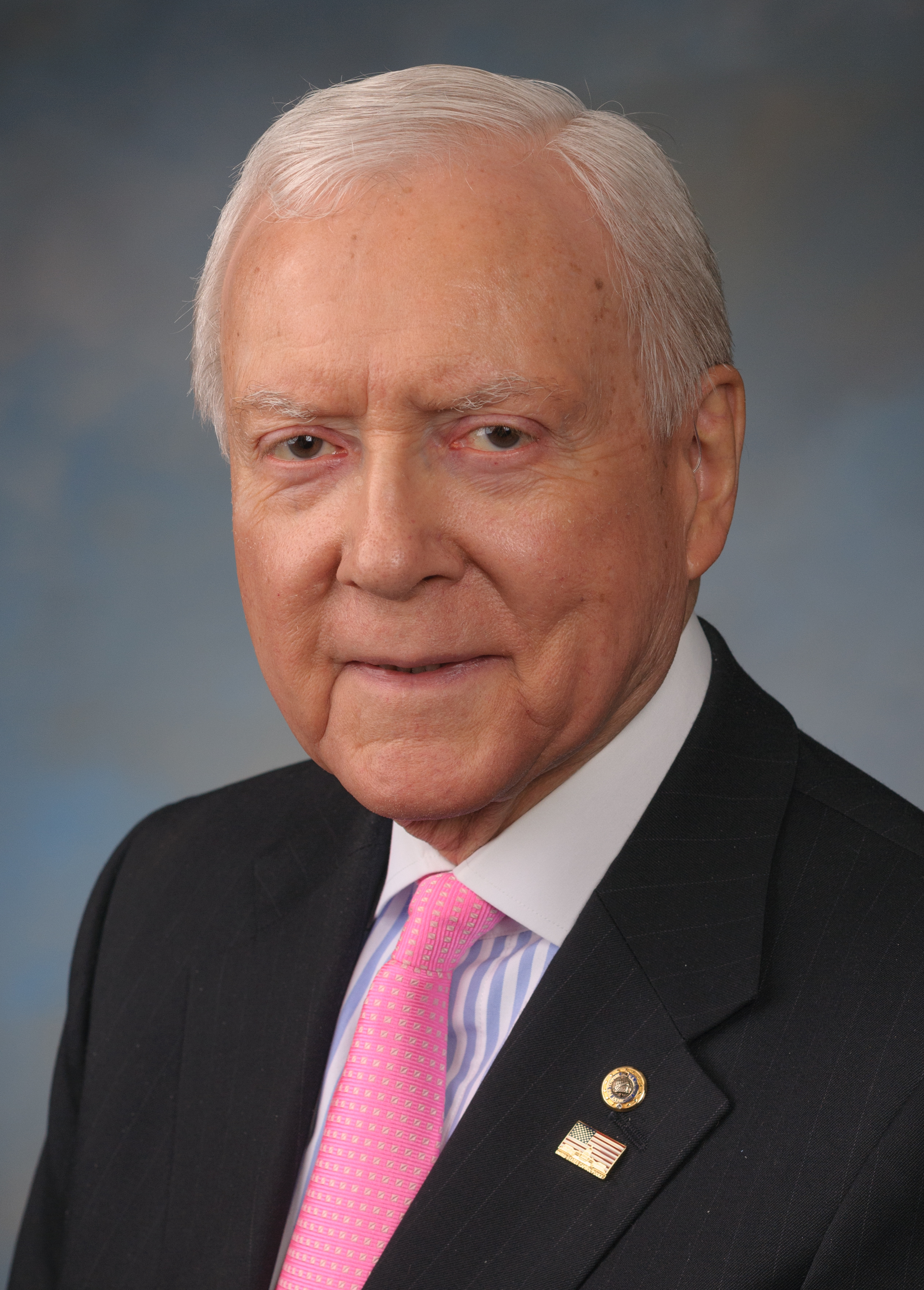
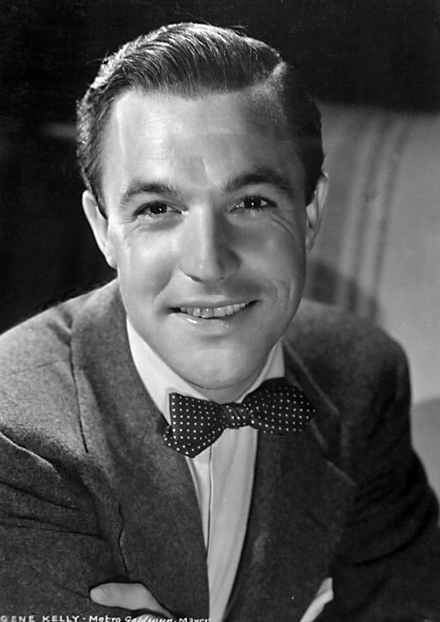

## وصلات خارجية
- جامعة بيتسبرغ الموقع الرسمي للجامعة

.